# Stari Kurinski
Stari Kurinski (del ruso: Старый Куринский) es un jútor (pequeño pueblo rural cosaco) del raión de Apsheronsk del krai de Krasnodar, en Rusia. Está situado en las vertientes septentrionales del Cáucaso Occidental, a orillas del río Kura, afluente del Pshish, de la cuenca del Kubán, 26 km al oeste de Apsheronsk y 79 km al sureste de Krasnodar, la capital del krai. Tenía 62 habitantes en 2010.
Pertenece al municipio Kurinskoye.

## Transporte
En la localidad hay una plataforma ferroviaria de la línea Tuapsé-Armavir.